# Eriocaulon graphitinum
Eriocaulon graphitinum är en gräsväxtart som beskrevs av Ferdinand von Mueller, Tate, Alfred James Ewart och Isabel Clifton Cookson. Eriocaulon graphitinum ingår i släktet Eriocaulon och familjen Eriocaulaceae.
Artens utbredningsområde är Northern Territory, Australien. Inga underarter finns listade i Catalogue of Life.